# Eloy de Menezes
 (avril 2024).
Eloy Massey Oliveira de Menezes (né le 24 novembre 1910, mort le 13 décembre 1995 à Rio de Janeiro) est un cavalier brésilien de saut d'obstacles.

## Carrière
Eloy de Menezes, capitaine dans l'armée, participe aux Jeux olympiques d'été de 1948 à Londres. Il est disqualifié de l'épreuve individuelle, de même que l'équipe du Brésil, pour ses premiers Jeux Olympiques, est éliminée de l'épreuve par équipes.
Il participe aux Jeux olympiques d'été de 1952 à Helsinki. Il termine quatrième de l'épreuve individuelle à l'issue du barrage de cinq cavaliers à cause d'une faute de son cheval Biguá, de même que l'équipe du Brésil est quatrième de l'épreuve par équipes.
Il participe aux Jeux olympiques d'été de 1956 à Stockholm. Il termine 41e de l'épreuve individuelle. L'équipe du Brésil, faite de deux militaires et de deux civils, est dixième de l'épreuve par équipes.
Eloy de Menezes, général de l'armée brésilienne, devient ensuite président du Conseil National des Sports. Dans les années 1960, il signe le décret-loi 3199 qui interdit aux femmes de pratiquer des sports comme le football, le water-polo, le rugby, l'haltérophilie ou le baseball.